# Гімн Киргизстану
Держа́вний гімн Кирги́зької Респу́бліки (кирг. Кыргыз Республикасынын Мамлекеттик Гимни, рос. Государственный гимн Киргизской Республики) — один із державних символів Киргизстану, поряд із прапором та гербом. Гімн затверджено 18 грудня 1992 року постановою Верховної ради Киргизької Республіки №1141-XII. Спочатку гімн складався з трьох куплетів і приспіву, однак постановою Жогорку Кенеша Киргизстану №2648-V від 27 грудня 2012 року другий куплет був виключений.
Гімн створено композиторами Насиром Давлесовим та Калиєм Молдобасановим на слова поетів Джаліла Садикова та Шабданбека Кулуєва.

## Оригінал
Ак мөңгүлүү аска зоолор, талаалар,
Элибиздин жаны менен барабар.
Сансыз кылым Ала-Тоосун мекендеп,
Сактап келди биздин ата-бабалар.
Кайырмасы:
Алгалай бер, кыргыз эл,
Азаттыктын жолунда.
Өркүндөй бер, өсө бер,
Өз тагдырың колунда.
Байыртадан бүткөн мүнөз элиме,
Досторуна даяр дилин берүүгө.
Бул ынтымак эл бирдигин ширетип,
Бейкуттукту берет кыргыз жерине.
Кайырмасы:
Аткарылып элдин үмүт, тилеги,
Желбиреди эркиндиктин желеги.
Бизге жеткен ата салтын, мурасын,
Ыйык сактап урпактарга берели.
Кайырмасы:

## Неофіційний переклад
Високі гори, долини, поля -
Рідна, заповітна наша земля.
Батьки наші жили серед Ала-Тоо,
Завжди свою вітчизну свято берегли.
Приспів:
Вперед, киргизький народе,
Шляхом свободи вперед!
Міцній, народе, розквітай,
Свою долю твори!
Здавна народ наш для дружби відкритий,
Єдність та дружбу він в серці береже.
Земля Киргизстану, рідна країна
Сяє у променях згоди.
Приспів.
Мрії та надії батьків здійснились.
І прапор свободи підноситься вгору.
Спадщину батьків наших передамо
На благо народу нащадкам своїм.
Приспів.

## Слухати
- Гімн Киргизстану у виконанні оркестру ВМС США